# ماناکارا-آتسیمو (بخش)
ماناکارا-آتسیمو (به لاتین: Manakara-Atsimo) یک ناحیه در ماداگاسکار است که در واتوواوی-فیتووینانی واقع شده‌است. ماناکارا-آتسیمو ۲۵۴٬۳۴۴ نفر جمعیت دارد و ۱۲ متر بالاتر از سطح دریا واقع شده‌است.